# High Altitude Long Endurance
Die Abkürzung HALE steht für High Altitude Long Endurance und ist eine mögliche Klassifizierung von unbemannten Luftfahrzeugen (Unmanned Aerial Vehicle – UAV). High Altitude (dt.: große Höhe) bezieht sich dabei auf die Einsatzhöhe, die bei HALE-UAV über 15.000 m (etwa 45.000 ft) liegt. Long Endurance (dt.: lange Ausdauer) beschreibt Missionszeiten über 24 Stunden.

## Beispiele
Typische Vertreter dieser Klasse sind:
- Global Hawk[2]
- Helios[3]
- Zephyr[4]
- Mercator[5]
- Bayraktar Akıncı